# Charlie włóczęga (film 1916)
Charlie włóczęga (ang. The Vagabond) – amerykański film niemy z 1916 roku z Charlie Chaplinem w roli głównej. Film znany jest też w Polsce pod tytułem Wędrowny skrzypek.

## Fabuła
Ubogi skrzypek traci pewnego dnia pracę. Wędrując bez celu trafia w pobliże cygańskiego taboru. Zakochuje się w pięknej dziewczynie, czym naraża się na gniew herszta bandy. Oboje wyruszają na wędrówkę skradzionym wozem. Po drodze spotykają wędrownego malarza.

## Obsada
- Charlie Chaplin – uliczny muzykant
- Edna Purviance  – dziewczyna porwana przez Cyganów
- Frank J. Coleman – Cygan i muzykant
- James Kelley – Cygan i muzykant
- John Rand – trębacz
- Albert Austin  – puzonista
- Charlotte Mineau  – matka dziewczyny
- Lloyd Bacon – artysta
- Leo White – stary Żyd/Cyganka
- Eric Campbell – przywódca Cyganów